# Хрониките на Ридик
„Хрониките на Ридик“ (на английски: The Chronicles of Riddick) е американски филм от 2004 г., продължение на филмът от 2000 г. „Пълен мрак“. Сценарист и режисьор е Дейвид Туи. Филмът е номиниран за наградата Сатурн за визуални ефекти, а Вин Дизел е номиниран за Златна малинка.